# VEC
El VEC, o Vehículo de Exploración de Caballería, es un vehículo blindado destinado a las unidades ligeras de Caballería derivado del BMR y creado por la empresa española ENASA-Pegaso (hoy Santa Bárbara Sistemas). 

## Historia

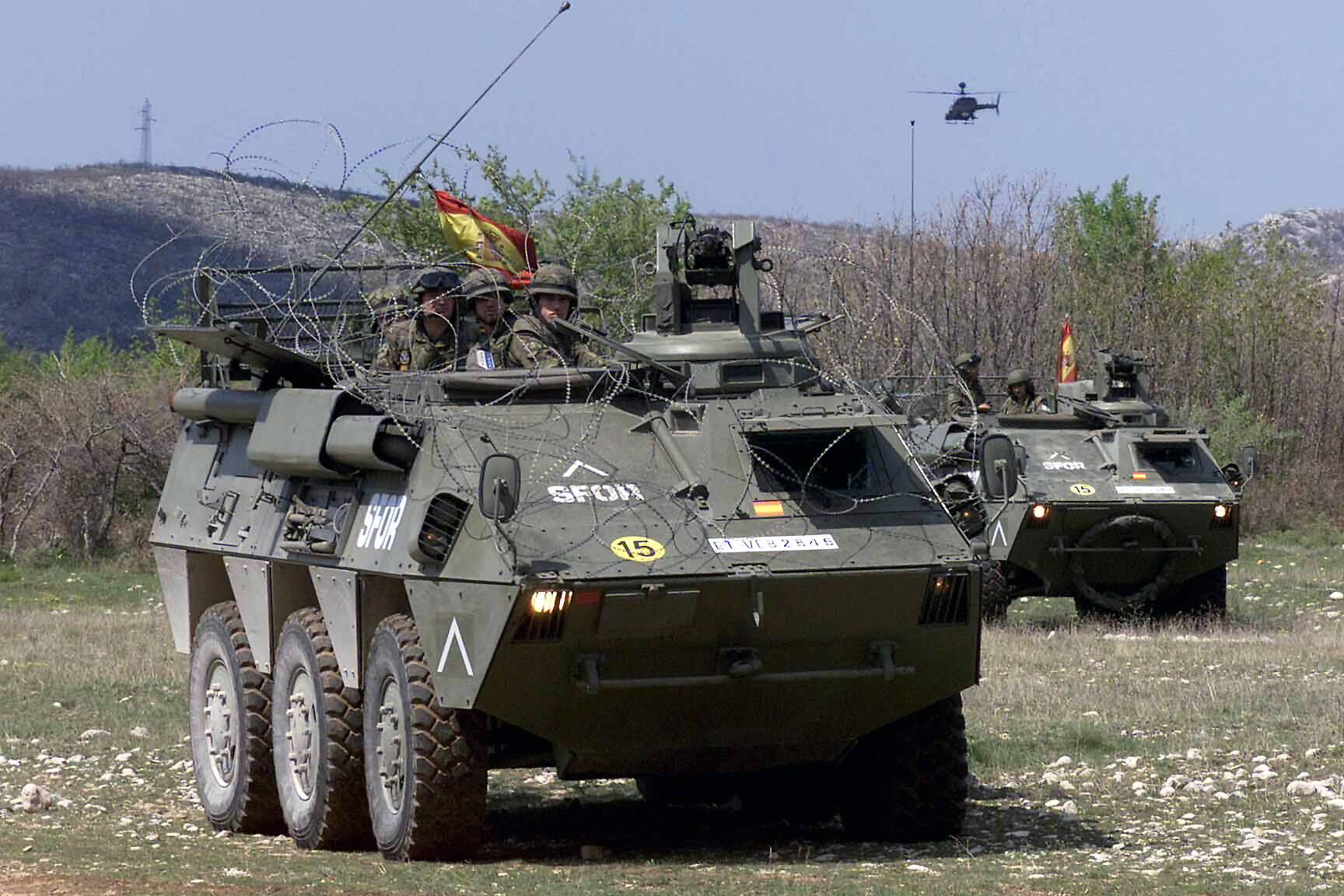
Dos BMR, vehículo del que deriva el VEC.

El Pegaso BMR-625 VEC se diseñó como un derivado del BMR con destino a las unidades ligeras de Caballería. El VEC conservaba la mayoría de los componentes mecánicos del BMR pero con diferente forma de casco y  distribución y acondicionamiento interno. El puesto del conductor se situó en la delantera izquierda. Se añadió una torre biplaza en el centro. El motor quedó detrás a la izquierda, donde también se crearon dos puestos de exploradores.
El ejército español contrató a ENASA-Pegaso para el desarrollo de la versión VEC, que ha servido con éxito en numerosas misiones de paz (Bosnia-Herzegovina, Kosovo, Irak y Líbano) protegiendo a las unidades de infantería.

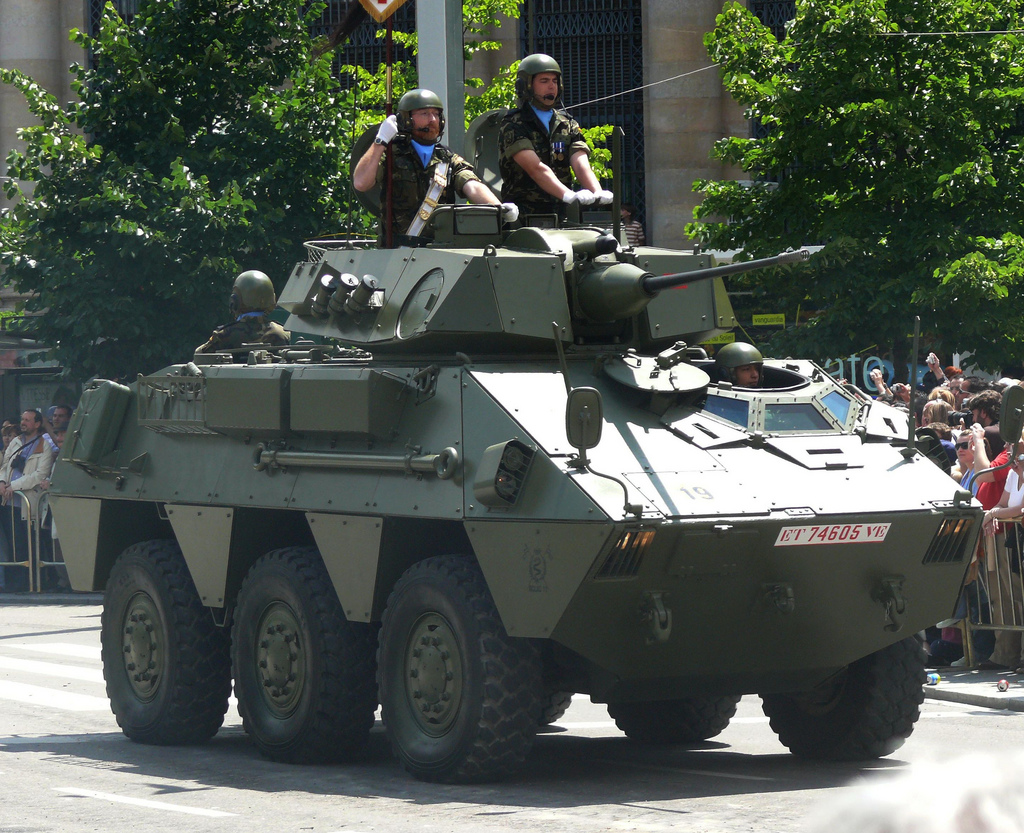
VEC del Ejército de Tierra de España en el desfile del Día de las Fuerzas Armadas de España del 2008.

Unos 240 BM-625 VEC se entregaron entre 1980 y 1984. Sólo 32 con torre, el resto con afustes de circunstancias y tapando el espacio de la torre. A finales de 1984 se eligió la torre OTO-Melara TC-20 con cañón de 25 mm.. En 1986 se entregaron otros 50 VEC más. En 1988 todos los VEC ya cuentan con la torre OTO-Melara TC-25 con el cañón Bushmaster de 25 mm..
A partir de 1994 el VEC fue sometido a un proceso de modernización: refuerzo del blindaje para resistir armas de hasta 14,5 mm., reducción de la firma térmica del vehículo e instalación de sistema antiexplosiones. En el VEC-M1 se cambió el motor original por uno nuevo Scania, y se le equipó de un  nuevo sistema de frenos. También se añadieron nuevos visores.
Los VEC 90 no pasaron por la modernización y fueron dados de baja a finales de los 90, siendo sustituidos por el VRC-105 Centauro , Vehículo de Reconocimiento de Caballería.
Su sustituto será el futuro Vehículo Blindado de Ruedas (VBR) 8×8 Dragón. Este programa prevé la adquisición en una primera fase de un total de 348 vehículos divididos en 3 versiones: básica para transporte de personal, que sustituirán a parte de los BMR M1 (113 unidades); puesto de mando, que ocuparán el lugar de los BMR M1 de esa versión (8); y exploración de caballería, para reemplazar a los VEC M1 (119). Esta última versión será la más poderosamente armada, puesto que estará dotada de un cañón de 30 mm en una torreta que previsiblemente llevará también misiles Spike.

## Características

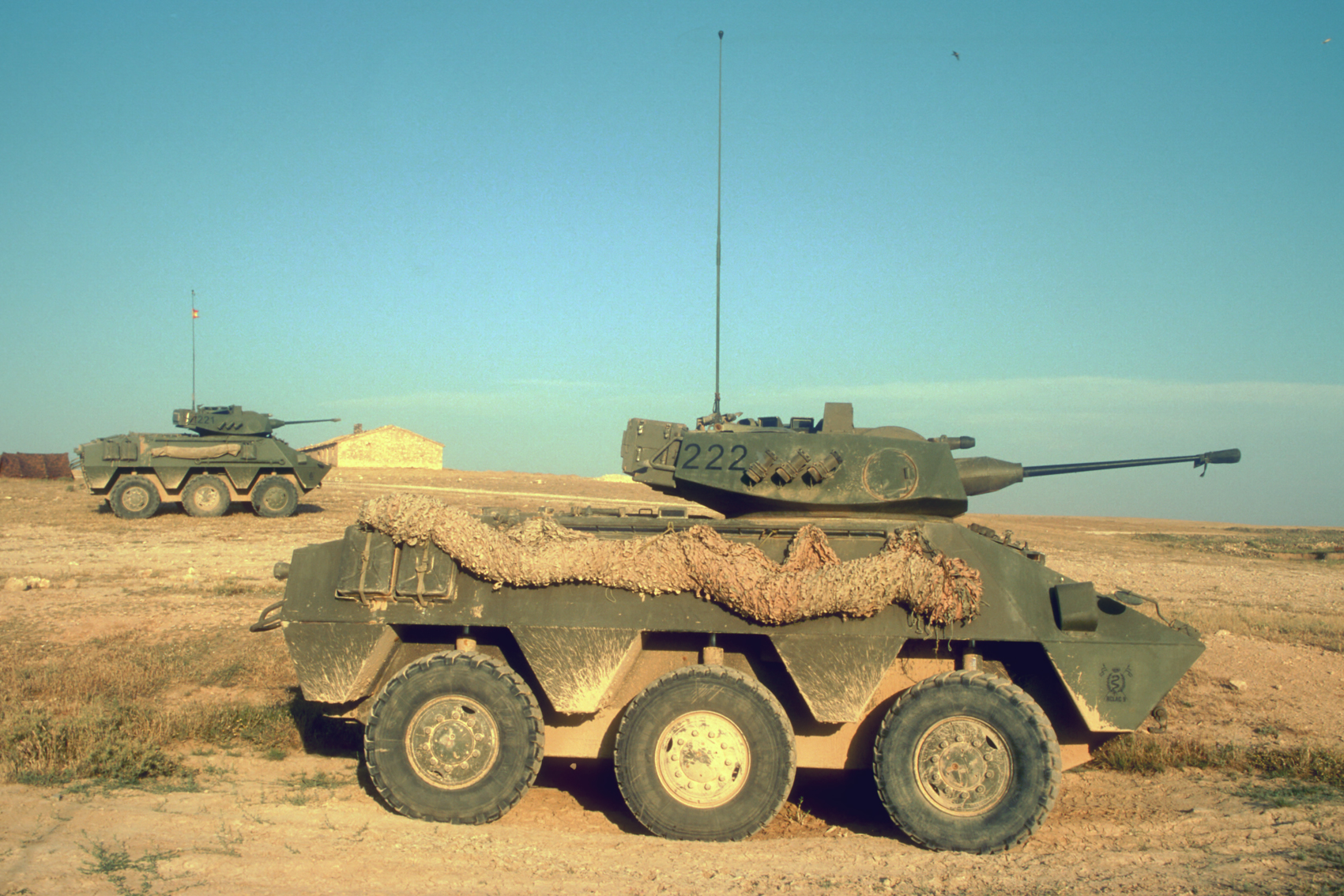
Dos VEC en ejercicios de maniobras.

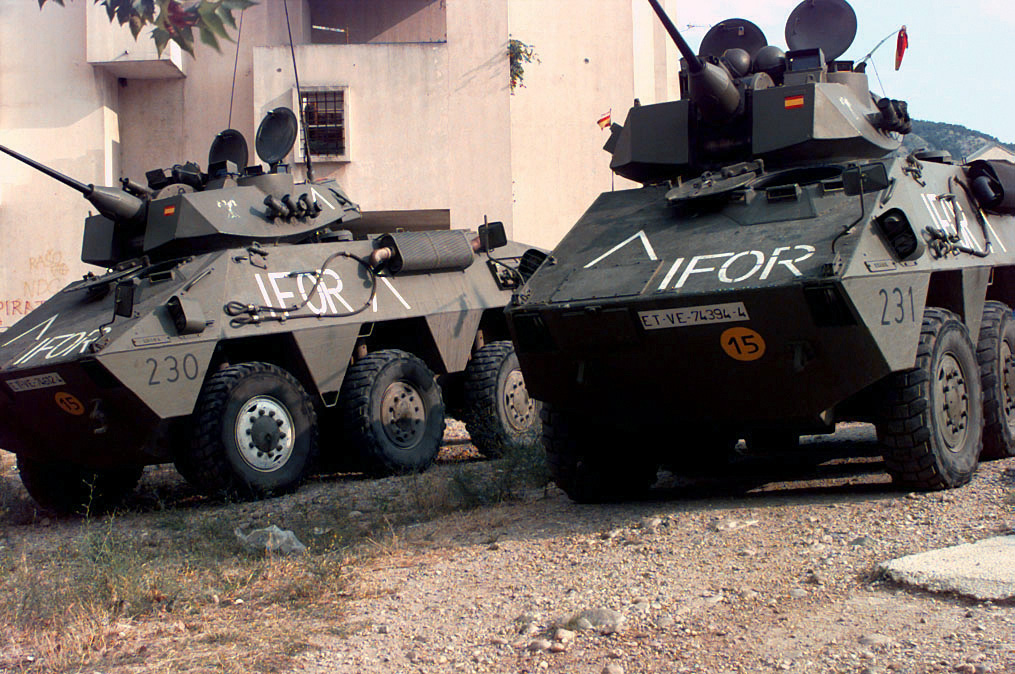
Dos VEC en misión de la IFOR.

La versión VEC conserva la mayoría de los componentes mecánicos del BMR pero varía la forma de su casco y su distribución y acondicionamiento interno para adaptarlo a sus nuevas funciones.

### Armamento
Como arma principal el VEC tiene un cañón automático M242 Bushmaster de 25 mm alimentado por un motor eléctrico, instalado en una torre Oto Melara TC-25 (fabricada bajo licencia en España por Santa Bárbara). La torre original de Oto Melara (TC-20) estaba diseñada para un cañón Rheinmetall Rh-202 de 20 mm y la integración de un nuevo cañón de mayor calibre fue muy problemática, dando lugar a que durante sus primeros años de servicio la mayoría de los VEC estuvieran sin torreta, salvo unos pocos a los que se les montó la propia TC-20 y otros en los que se instaló la torre con cañón de 90 mm de los AML-90 dados de baja.
Hay que señalar que inicialmente se eligió la torre Oto Melara TC-20 pero armada con cañón Rheinmentall de 25 mm.. De hecho antes de optar por el cañón de 25 mm. se equiparon 32 VEC con torres con cañón 20mm. Oerlikon. Inicialmente sólo unos pocos VEC disponían de esa torre y el resto llevaban una escotillla circular con afuste para una anetralladira MG-3S. A esos VEC se les puso la torre TS-90 procedente de los AML Panhard, algo totalmente provisional. El ejército no estaba contento ni con la torre ni con el arma y hasta la elección definitiva de la torre se barajaron varias soluciones. El contrato de compra de los F-18 Hornet incluyó contrapartidas como la licencia para producir en España el cañón Bushmaster M-242 de Mc Donnell Douglas.
El Bushmaster es un cañón de un único tubo con un doble sistema de alimentación integrado y selección remota de alimentación. Contiene la munición en dos cajas de 35 y 135 proyectiles, totalizando 170 cartuchos listos para ser disparados y puede almacenar otros 931 disparos en el interior del vehículo. Las dos cajas de municiones permiten la mezcla selectiva de distintos tipos de proyectiles como el APDS-T (munición perforante subcalibrada de casquillo desechable con trazadora), HEI-T (munición de alto explosivo incendiario con trazadora) o APHEI-T (munición perforante rompedora incendiario con trazador).
El M242 puede efectuar más de 200 disparos por minuto a más de 2500 metros, pudiendo haber variaciones dependiendo del tipo de munición utilizada. El artillero puede seleccionar 3 modos de disparo: disparo individual, automático de 85 disparos por minuto y automático de 200 disparos por minuto. El M242 puede apuntar hasta 50° de elevación y 10º en depresión. La velocidad de giro de la torreta es de 25º por segundo en el mando del tirador y 40° por segundo en el mando del jefe de vehículo.
Otros vehículos equipados con esta arma son el M2/M3 Bradley y el LAV-25
El armamento secundario consiste en una ametralladora MG-3S, de calibre 7,62 mm situada sobre el cañón M242, con 350 cartuchos listos para su uso y 3000 más en reserva.
Además dispone de 6 lanza-artificios tipo Wegmann, para el lanzamiento de botes de humo para la ocultación o granadas de fragmentación.
El sistema de puntería del VEC-M1, consiste en un periscopio diurno que puede ser sustituido por un amplificador de luz residual. Actualmente se ha desarrollado la versión M2, a la cual se le ha instalado una cámara térmica de segunda generación de los carros AMX-30E dados de baja.

## Operadores
España
- Ejército de Tierra de España. De los 340 vehículos que se fabricaron en distintas variantes, actualmente sólo están en funcionamiento 135 vehículos de la versión actualizada M1 con torre TC-25 Oto-Melara con cañón M242 Bushmaster de 25 mm.[3][4]

## Especificaciones
- Tripulación: 5 hombres.
- Transmisión: 6x6.
- Peso: 13.700 kg.
- Altura: 2,51 m
- Potencia: 19,5 CV/tm.

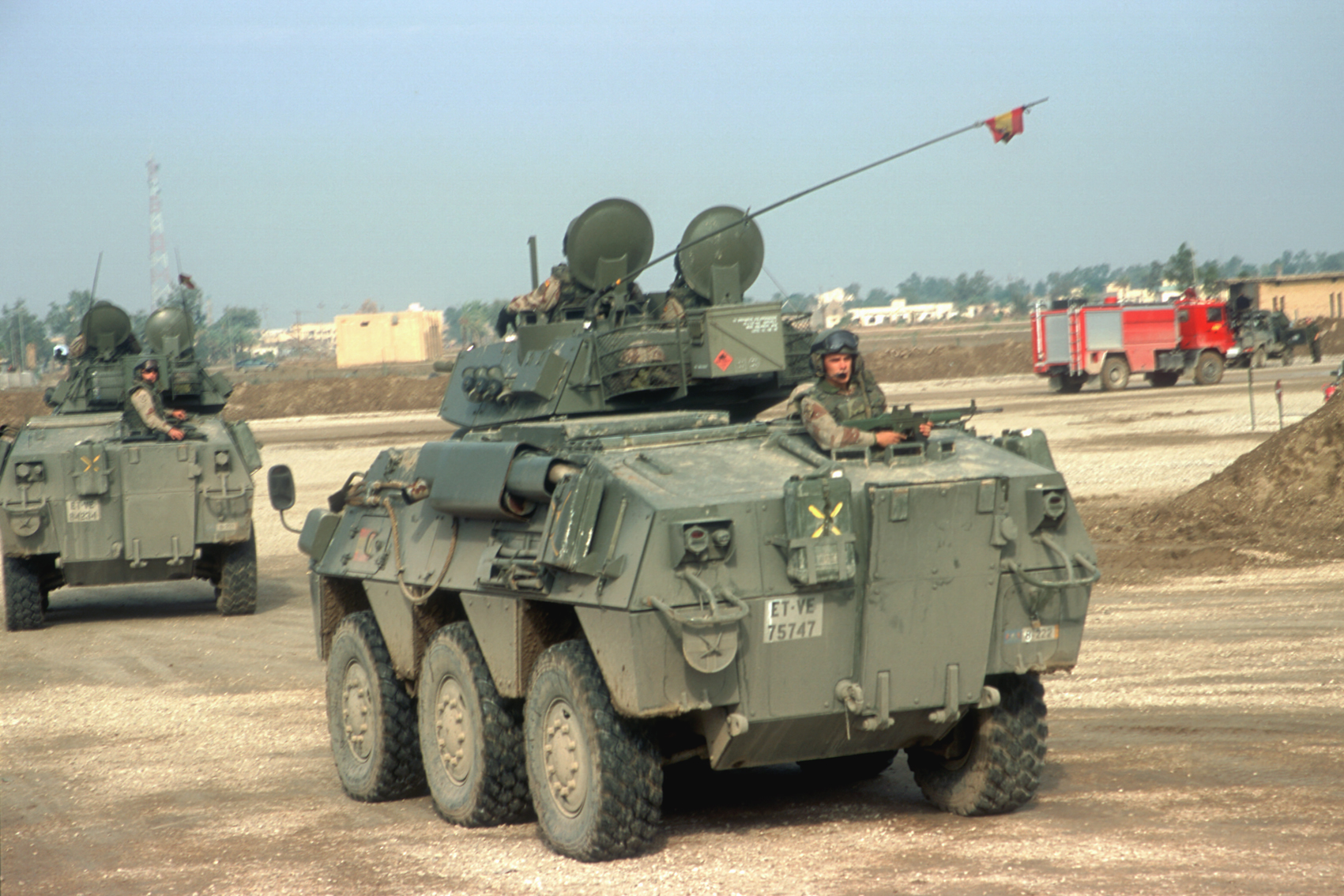
En esta fotografía se puede ver la puerta trasera y las escotillas superiores del comandante, el artillero y el explorador. En el lado izquierdo también se puede ver el silenciador del tubo de escape.

- Velocidad máxima en carretera: 90 km/h.
- Autonomía máxima en carretera: 800 km.
- Pendiente superable: >60%.
- Paso de zanja: 1,5 m.
- Vadeo: anfibio.
- Paso de obstáculo vertical máximo: 60 cm.

### Desarrollos relacionados
- BMR
- Pandur

### Listas relacionadas
- Anexo:Materiales del Ejército de Tierra de España